# Attentat au Dolphinarium de Tel Aviv
L'attentat du Dolphinarium de Tel Aviv est un attentat-suicide palestinien perpétré le 1er juin 2001 à l'entrée de la discothèque du Dolphinarium de Tel Aviv, ayant tué 21 Israéliens et blessé 120 autres. Cet attentat a été revendiqué dans un premier temps par le Jihad islamique palestinien, puis par un groupe se donnant le nom de Hezbollah-Palestine, avant que les deux groupes ne se rétractent dans leurs revendications.

## Contexte
Cet attentat a eu lieu pendant la seconde Intifada, alors qu'Israël observait un cessez-le-feu, en application du rapport Mitchell, pour l’ouverture de pourparlers israélo-palestiniens,.
Sept mois auparavant, un attentat-suicide contre la même cible à Tel Aviv avait échoué.

## Faits
Le terroriste, Saïd Khutari, âgé de 22 ans et venu des territoires de Cisjordanie, s'est mêlé à la foule d'adolescents qui attendaient devant l'entrée,. Il semble narguer ses victimes avant l'explosion, errant parmi elles vêtu d'un déguisement le faisant passer pour un Juif orthodoxe. Avant de faire exploser sa bombe, il a frappé un tambour rempli d'explosifs et de roulements à billes, tout en raillant ses victimes en hébreu en disant « Quelque chose va se passer ». Puis il fait exploser son engin explosif à 23 h 27,. 
21 Israéliens, parmi lesquels 16 adolescents, sont tués et 120 autres sont blessés. Les victimes de cet attentat sont pour la plupart des immigrés russes et ukrainiens.
Abdel Rahman Hemad, relevant d'une cellule de Qalqiliya, orientant ses efforts terroristes sur le centre-ville de Tel-Aviv, est l'un des « cerveaux » responsables de cet attentat ; il sera tué en octobre 2001 par Tsahal,. Djamel Mounir Mohamed Djadallah, issu de la branche militaire du Hamas en Samarie, a également pris une part active dans l'élaboration de cet attentat terroriste, ainsi que d'autres en Israël, et sera éliminé quelques mois plus tard.
Cet attentat a particulièrement marqué les esprits, en Israël,, comme en diaspora.

### Réactions
En réaction à cet attentat, Hassan Nasrallah, le secrétaire général du Hezbollah, aurait félicité les responsables du Djihad islamique pour cette attaque. Dans Ramallah, des dizaines de Palestiniens font la fête dans les rues et tirent en l'air en signe de joie. 
De Jordanie où il réside, le père du terroriste salue son fils en tant que « martyr » ; il affirme qu'il était fou de joie lorsqu'il a appris la nouvelle de la mort de son fils dans l'acte d'istishhad sur Tel-Aviv. Il souhaite que ses quatre fils restants deviennent également des martyrs, meurent pour la mosquée Al-Aqsa et causent de lourdes pertes parmi l'ennemi, comme leur frère l'a fait. Il loue enfin Allah pour le succès de l'acte et note son sentiment de fierté envers son fils pour avoir commis l'acte de martyre suicide le plus meurtrier en cinq ans.
Deux semaines après l'attentat, il reçoit 2 000 $ offerts par le ministère palestinien des Affaires sociales, qui publie également une déclaration publique en faveur de l'acte terroriste, en dépit de la condamnation officielle de cet attentat ayant touché des victimes civiles par Yasser Arafat, en présence de la presse et notamment, du ministre allemand des Affaires étrangères Joschka Fischer et du délégué personnel du secrétaire général de l'ONU, Terje Larsen, telle que rapportée par Radio Palestine, le 2 juin 2001,. Lors de cette conférence de presse, Arafat remercie le gouvernement allemand pour son soutien auprès de l'Autorité palestinienne et du peuple palestinien, et pour ses efforts pour protéger le processus de paix. Plusieurs jours après l'octroi de cette subvention, une chaîne de télévision allemande rapporte que Yasser Arafat a envoyé au père du terroriste suicide, par l'intermédiaire de l'ambassadeur de l' Autorité palestinienne en Jordanie, une lettre louant l'acte de son fils et déclarant qu'il s'agissait d'un « merveilleux modèle d'héroïsme, de virilité et de volonté d'abnégation ». Le bureau de Yasser Arafat a nié la véracité du rapport et de la lettre mais les documents de transfert et une lettre similaire écrite par Yasser Arafat trouvés parmi des documents saisis dans le passé servent à compléter la crédibilité du reportage de la chaîne de télévision allemande.
Après l'attentat, les autorités israéliennes renoncent au plan de représailles exigé par le public israélien, prévu contre les territoires palestiniens « grâce à une pression internationale très forte et surtout à la présence miraculeuse à Tel-Aviv du ministre allemand des Affaires étrangères, Joschka Fischer, qui était parvenu à convaincre Israéliens et Palestiniens de conclure une trêve ».
Cet attentat sanglant a été plus tard cité comme l'une des raisons invoquées par le gouvernement israélien pour la construction du barrière israélienne de sécurité  de Cisjordanie.

## Victimes
Le nombre des tués dans l'attentat s'élève à 21 civils israéliens, la plupart des adolescents dont les familles ont immigré de l’ex-URSS : 
- Maria Tagiltseva, 14 ans
- Yevgeniya Dorfman, 15 ans
- Raisa Nemirovskaya, 15 ans
- Yulia Sklyanik, 15 ans
- Ana Kazachkova, 15 ans
- Katherine Kastinyada, 15 ans
- Irina Nepomnyashaya, 16 ans
- Mariana Medvedenko, 16 ans
- Yulia Nalimova, 16 ans[12]
- Liana Saakyan, 16 ans
- Marina Berkovskaya, 17 ans
- Simona Rudina, 17 ans
- Alexei Lupalo, 17 ans
- Yelena Nalimova, 18 ans[12]
- Irina Osadchaya, 18 ans
- Ilya Gutman, 19 ans
- Sergei Panchenko, 20 ans
- Romaine Dzhanashvili, 21 ans
- Nurmanov Diaz, 21 ans
- Jan Bloom, 25 ans
- Uri Shachar, 32 ans